# Prioria copaifera
Espèce
Prioria copaifera, ou cativo, est une espèce de plantes à fleurs dicotylédones de la famille des Fabaceae, sous-famille des Caesalpinioideae. C'est un arbre originaire des régions tropicales d'Amérique centrale et d'Amérique du Sud, où il vit derrière la ligne de mangrove.
Son bois est utilisé notamment pour la menuiserie et la fabrication de meubles.

## Étymologie
L'épithète spécifique « copaifera » (qui par ailleurs un nom générique) est dérivée de deux racines : un terme local du Brésil, copayba, emprunté aux langues tupi et guarani désignant les arbres du genre Copaifera, et le verbe latin fero, porter. 

## Description

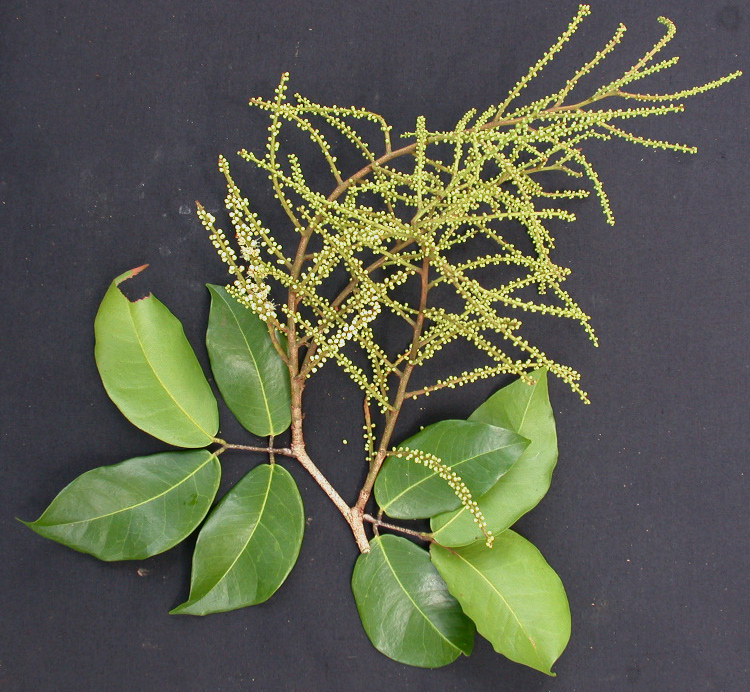
Feuilles et inflorescences en boutons.

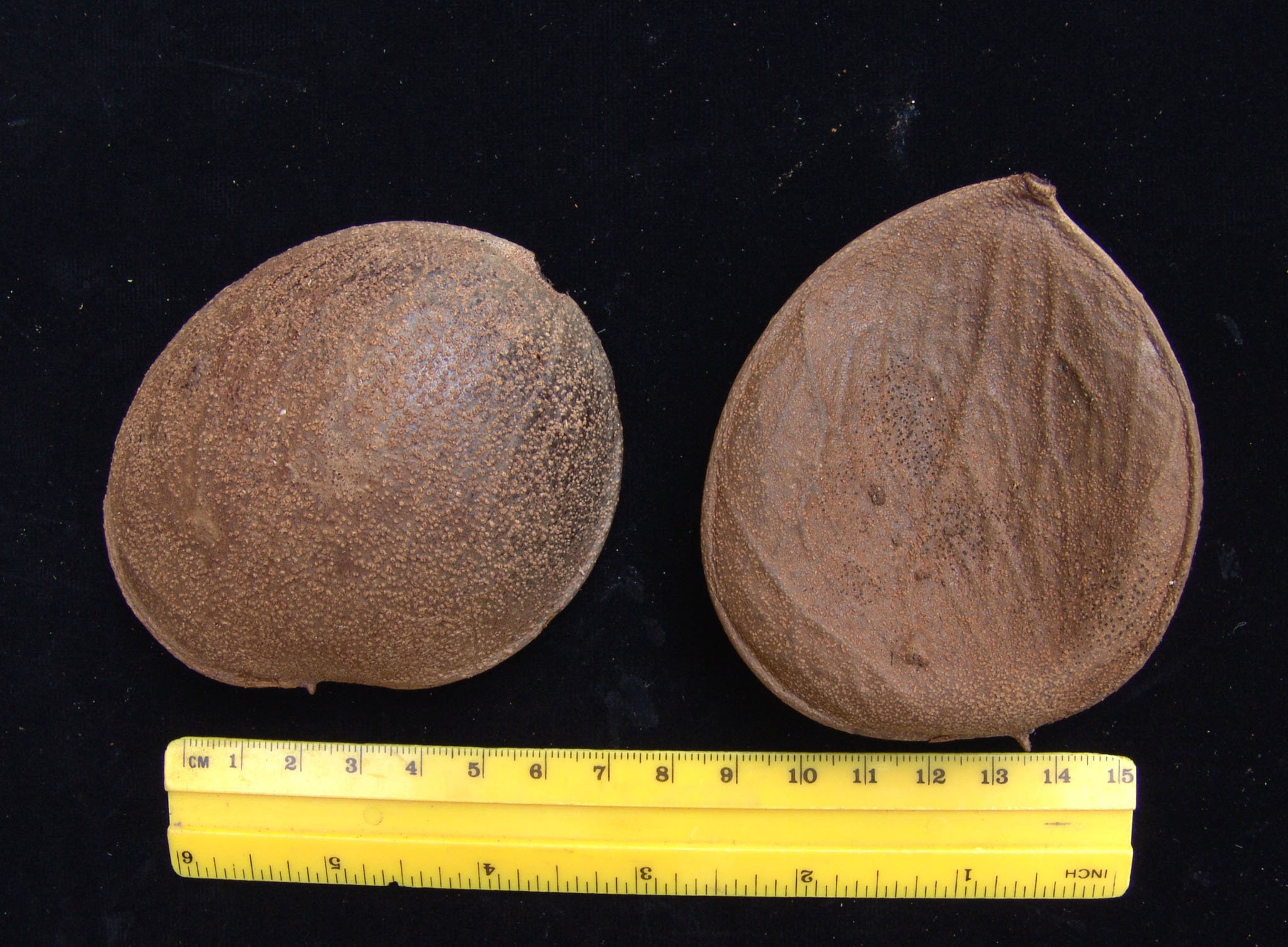
Gousses.

C'est un arbre de grande taille, pouvant atteindre 50 m de haut, au fût long, cylindrique et rectiligne.
Prioria copaifera est un arbre à feuilles persistantes, au houppier très dense ne laissant passer presque aucune lumière, qui peut atteindre 50 m de haut. Il présente un fût cylindrique, droit et rectiligne, d'un diamètre de 75 cm, voire 150 cm sur des spécimens exceptionnels, sans contreforts et sans ramification jusqu'à une grande hauteur.
L'écorce est grise, lisse et épaisse (de 2 à 3 cm) et présente de nombreuses lenticelles disposées en bandes horizontales continues. L'écorce interne est rougeâtre,.
Le bois cativo a un aubier rose pâle, tandis que le bois de cœur est brun rougeâtre. Son grain est droit, il a un veinage accentué, une texture uniforme et ne présente aucune odeur ou goût caractéristique.
Les feuilles vert foncé, alternes, portées par un pétiole renflé, sont paripennées, et comptent deux paires de folioles coriaces de 16 cm de long sur 8 cm de large en moyenne, de forme elliptique-acuminée, à base asymétrique, avec des points translucides. Les stipules en écailles sont fugaces,.
Les inflorescences sont de longues panicules terminales d'environ 30 cm de long, munies de bractées et composées de ramifications spiciformes d'environ 10 cm de long regroupant de nombreuses fleurs.
Les fleurs, petites (environ 4 mm de diamètre), odorantes, de couleur crème ou blanc-verdâtre, sont sessiles, sous-tendues par des bractéoles à deux lobes en forme de coupe d'environ 1 mm de profondeur. Elles sont apétales et présentent un calice tubulaire, court, à cinq lobes pétaloïdes, orbiculaires, imbriqués, d'environ 2,5 mm de long. L'androcée compte 10 étamines libres et inégales, exsertes, d'environ 5 mm de long. Le gynécée, sessile ou à pédoncule court, compte un seul carpelle villeux, et deux ovules,.

Le fruit est une gousse brune, ligneuse et indéhiscente, orné de nervures en relief, de 6 à 12 cm de long sur 6 à 8 cm de large, et de 3 cm d'épaisseur, comprimée latéralement, avec un côté convexe et l'autre concave, de forme obovale. Elle contient une seule graine, plate, de grande taille, hypertrophiée, exospermique, avec un testa indifférencié. Les dimensions de la gousse limitent la croissance de la graine et de l'embryon. On compte en moyenne 30 à 35 graines fraîches (graine plus péricarpe) pour 1 000 g,. Les graines sont dispersées par l'eau.

## Biologie
La chute des feuilles se produit uniformément tout au long de l'année, l'arbre restant toujours vert.
La floraison semble être bimodale selon certains auteurs, avec une période de floraison majeure en septembre et octobre (peut-être induite par une diminution des précipitations en septembre) et une autre période de floraison pendant la saison sèche (de décembre à mai). Les fruits mûrissent en six mois environ,.
Le bois de cet arbre libère une résine noire lors de la coupe. Les abeilles euglossines recueillent cette résine, entre autres, pour construire leurs nids.

Les fruits flottent dans l'eau et sont dispersés par les courants marins. Cela explique qu'on en trouve fréquemment sur les plages caribéennes du Costa-Rica, comme ceux d'autres espèces d'arbres des marécages littoraux à grands fruits comme Carapa guianensis, Pachira aquatica et Mora oleifera. Ces fruits ne seraient pas mangés par les animaux, toutefois certains auteurs attestent que les capucins à face blanche les mangent en avril et en mai au Panama et que les pécaris en sont friands.

## Distribution et habitat
L'aire de répartition de l'espèce Prioria copaifera s'étend du Nicaragua à la Colombie et se retrouve également en Jamaïque.
Ce sont des arbres de canopée des forêts tropicales, qui se rencontrent souvent dans les terrains marécageux, principalement le long des cours d'eau, et en particulier à l'arrière des mangroves. Cette espèce peut former des peuplements monospécifiques, presque purs, dans les zones inondées. Elle prospère à basse altitude, depuis le niveau de la mer jusqu'à 300 mètres d'altitude environ, et requiert des températures comprises entre 24 et 27 degrés Celsius et des précipitations annuelles comprises entre 2 000 et 4 000 mm.
En Colombie, l'espèce est présente dans la région d'Urabá (es) (département d'Antioquia) et dans les vallées du río Atrato et du río León.
En Amérique centrale, les peuplements purs de Prioria copaifera, appelés « cativales », forment une ceinture de 1 à 3 km de large à l’arrière de la mangrove le long de la côte atlantique de l’ouest du Panama et du Costa Rica.
Cet arbre est présent notamment dans divers parcs naturels protégés, notamment au Costa Rica dans le parc national de Tortuguero et le parc national Cahuita, et en Colombie dans le parc national naturel Los Katíos.
L'espèce est protégée et classée comme « menacée » au niveau national au Panama et au Costa Rica.

## Utilisation
Le bois de Prioria copaifera est exploité comme bois d'œuvre sous le nom commercial de cativo.
Principales utilisations du bois : aménagement d'habitations, volets, meubles et armoires, contreplaqués et placages, emballages légers, instruments de musique, artisanat.

Les graines de grande taille ont un embryon comestible. Elles sont récoltées dans la nature et consommées localement. On les trouve parfois en vente dans les marchés locaux sous le nom de « cativa »,.
La résine exsudée par le bois est utilisée en médecine traditionnelle par les Amérindiens. Elle serait utilisée pour aider à cicatriser les coupures et les morsures et comme antiseptique général.